# Nannodioctria lopatini
Nannodioctria lopatini là một loài ruồi trong họ Asilidae. Nannodioctria lopatini được Lehr miêu tả năm 1965. Loài này phân bố ở vùng Cổ Bắc giới.